# N’Guigmi
N’Guigmi [nɡiɡˈmi] (auch: Nguigmi) ist eine Stadtgemeinde und der Hauptort des gleichnamigen Departements N’Guigmi in Niger.

## Geographie

### Lage und Gliederung

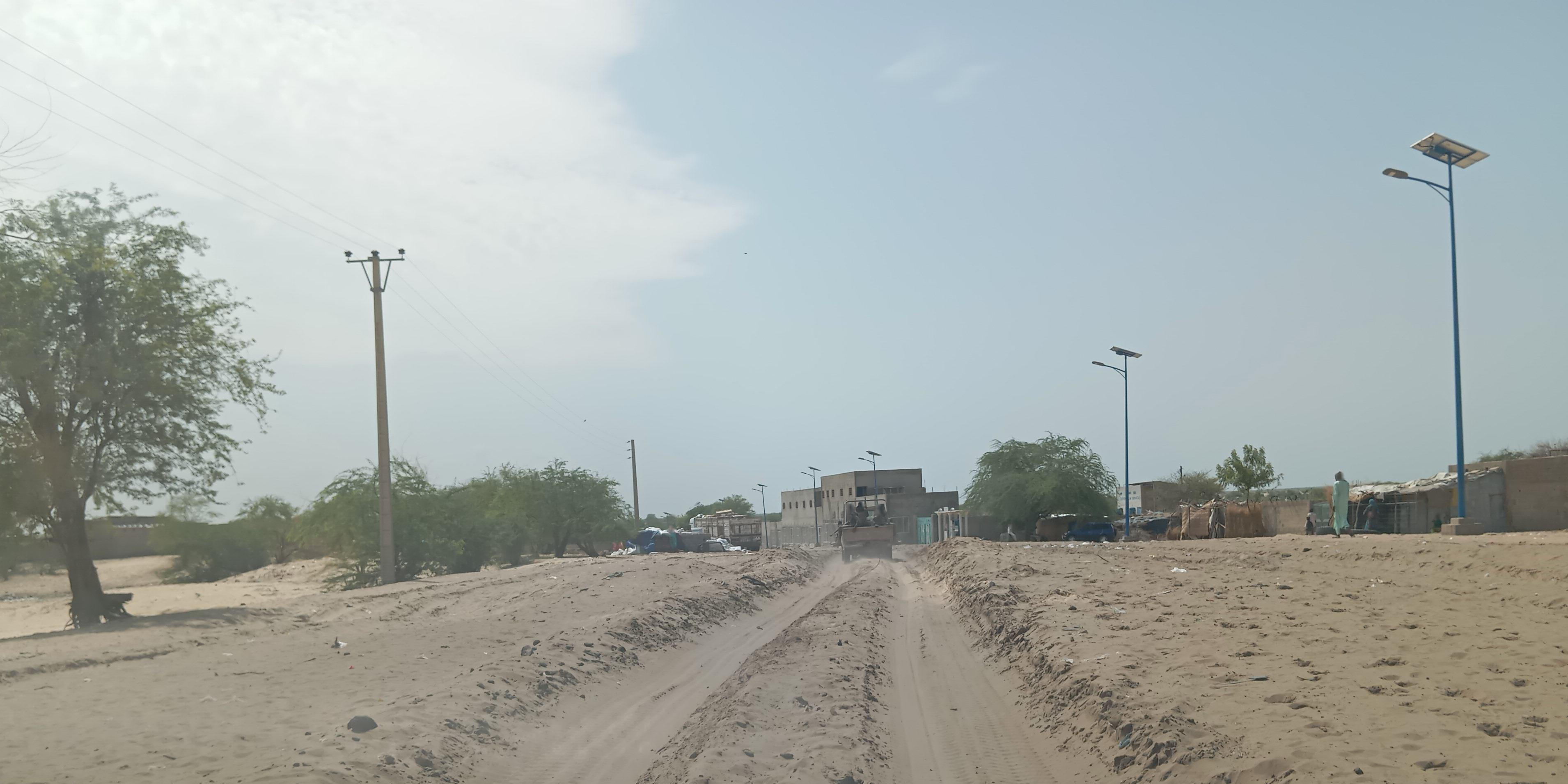
Stadteinfahrt von N’Guigmi (2024)

N’Guigmi liegt in der Sahelzone am früheren Ufer des Tschadsees. Die Gemeinde grenzt im Osten an den Nachbarstaat Tschad. Die Nachbargemeinden in Niger sind N’Gourti im Norden, Bosso im Süden und Kabléwa im Westen.

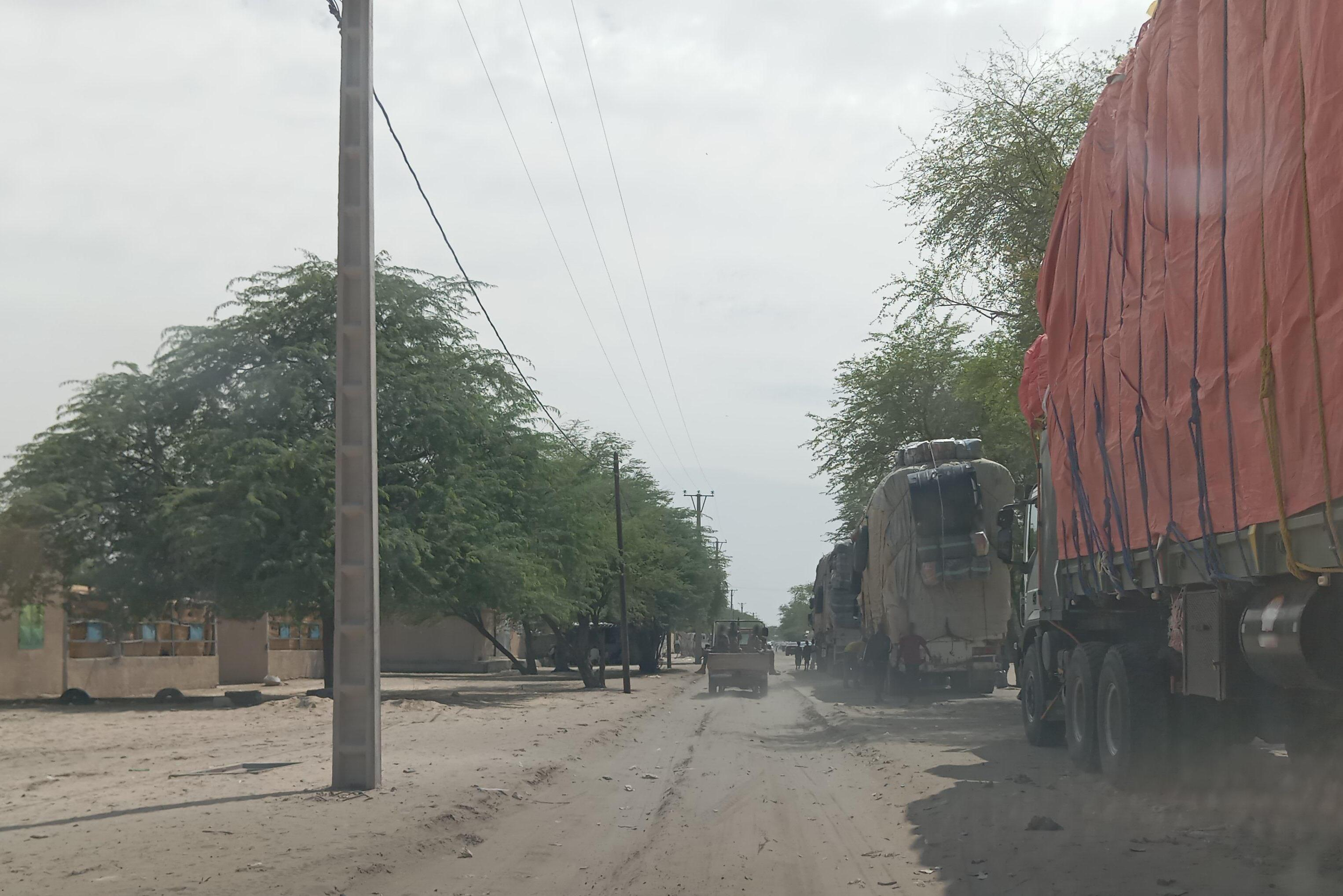
Im urbanen Zentrum von N’Guigmi (2024)

N’Guigmi besteht aus einem urbanen und einem ländlichen Gemeindegebiet. Das urbane Gemeindegebiet ist in sechs Stadtviertel gegliedert. Diese heißen Cameroun, Djoulari, Garin Dolé, Kanembouri, Nouveau Carré und Oudigarou Mellé. Bei den Siedlungen im ländlichen Gemeindegebiet handelt es sich um 46 Dörfer, 8 Weiler, 41 Lager und eine Wasserstelle.

### Klima
In N’Guigmi herrscht trockenes Wüstenklima vor. Die synoptische Wetterstation im Stadtzentrum liegt auf 286 m Höhe und wurde 1921 in Betrieb genommen.
|                        | Jan  | Feb  | Mär  | Apr  | Mai  | Jun  | Jul  | Aug  | Sep  | Okt  | Nov  | Dez  |   |      |
| Mittl. Temperatur (°C) | 20,4 | 23,8 | 27,8 | 32,1 | 33,7 | 33,3 | 31,2 | 29,1 | 30,8 | 30,3 | 25,8 | 21,2 | ⌀ | 28,3 |
| Mittl. Tagesmax. (°C)  | 28,0 | 31,7 | 35,9 | 40,0 | 40,9 | 39,7 | 36,8 | 34,1 | 37,2 | 37,3 | 33,3 | 28,7 | ⌀ | 35,3 |
| Mittl. Tagesmin. (°C)  | 13,5 | 16,4 | 19,9 | 23,8 | 25,8 | 26,7 | 26,2 | 24,8 | 24,8 | 23,4 | 18,8 | 14,5 | ⌀ | 21,6 |
|                        |      |      |      |      |      |      |      |      |      |      |      |      |   |      |
| Niederschlag (mm)      | 0    | 0    | 0    | 0    | 3    | 7    | 41   | 78   | 21   | 3    | 0    | 0    | Σ | 153  |
|                        |      |      |      |      |      |      |      |      |      |      |      |      |   |      |
| Sonnenstunden (h/d)    | 10,2 | 10,5 | 10,8 | 11,2 | 11,5 | 11,6 | 11,3 | 10,4 | 10,9 | 10,6 | 10,3 | 10,2 | ⌀ | 10,8 |
|                        |      |      |      |      |      |      |      |      |      |      |      |      |   |      |
| Regentage (d)          | 0    | 0    | 0    | 0    | 1    | 2    | 6    | 8    | 3    | 1    | 0    | 0    | Σ | 21   |
|                        |      |      |      |      |      |      |      |      |      |      |      |      |   |      |
| Luftfeuchtigkeit (%)   | 18   | 13   | 10   | 10   | 16   | 29   | 48   | 63   | 42   | 21   | 18   | 20   | ⌀ | 25,8 |

| 13,5 |

| 16,4 |

| 19,9 |

| 23,8 |

| 25,8 |

| 26,7 |

| 26,2 |

| 24,8 |

| 24,8 |

| 23,4 |

| 18,8 |

| 14,5 |

| 13,5 |

| 16,4 |

| 19,9 |

| 23,8 |

| 25,8 |

| 26,7 |

| 26,2 |

| 24,8 |

| 24,8 |

| 23,4 |

| 18,8 |

| 14,5 |

| N i e d e r s c h l a g | 0   | 0   | 0   | 0   | 3   | 7   | 41  | 78  | 21  | 3   | 0   | 0   |
|                         | Jan | Feb | Mär | Apr | Mai | Jun | Jul | Aug | Sep | Okt | Nov | Dez |

### Natur

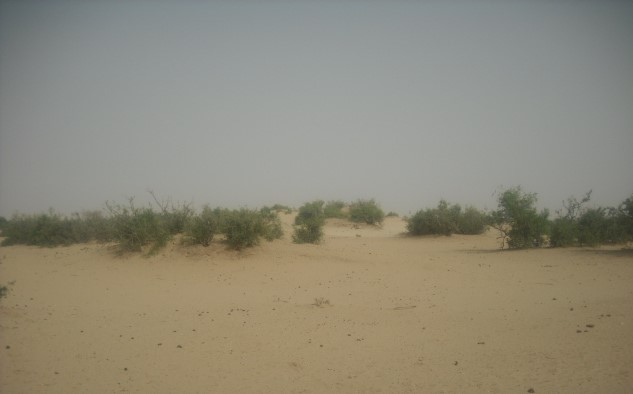
Buschland in N’Guigmi (2014)

Vom Stadtzentrum von N’Guigmi bis zur Stadt Maïné-Soroa im Südwesten erstreckt sich die Ebene Kadzell in der Landschaft Manga. Einige Kilometer westlich des Stadtzentrums liegt die Wüste Tal. In N’Guigmi wurden folgende Vogelarten beobachtet:
- Grünbrust-Nektarvogel (Hedydipna platura)
- Rauchschwalbe (Hirundo rustica)
- Senegalamarant (Lagonosticta senegala)
- Rußschmätzer (Myrmecocichla aethiops)
- Haussperling (Passer domesticus)
- Halsbandsittich (Psittacula krameri)
- Wiedehopf (Upupa epops)
- Blaunacken-Mausvogel (Urocolius macrourus)[5]

Es wurde die Schlangenart Wüsten-Hornviper (Cerastes cerastes) gesichtet.

## Geschichte

### Von der Gründung bis ins 19. Jahrhundert

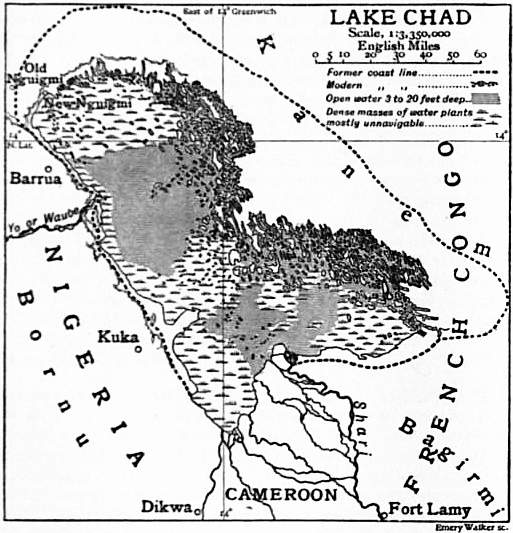
N’Guigmi („New Nguigmi“) und N’Guigmi-Din („Old Nguigmi“) auf einer Karte des Tschadsees aus der Encyclopædia Britannica von 1911

Der Name der Stadt kommt vom Kanuri-Wort n’jié kimé, das einen großen roten Tonkrug bezeichnet.
Eine aus dem Reich Kanem vertriebene Gruppe von Kanembu gründete rund drei Kilometer nordwestlich des heutigen N’Guigmi unter ihrem Anführer Lottoy Abouloumi den Ort N’Guigmi-Din („Alt-N’Guigmi“). Sie legten hier einen Palmenhain mit aus dem Jemen eingeführten Pflanzen an. Um das Jahr 1730 übersiedelte die Bevölkerung von N’Guigmi-Din nach N’Guigmi. Bis zum Beginn des 19. Jahrhunderts litt das Gebiet unter regelmäßigen Überfällen der Tuareg und Tubu.
Die britischen Afrikaforscher Dixon Denham und Hugh Clapperton erreichten N’Guigmi im Jahr 1822. Der deutsche Afrikaforscher Gerhard Rohlfs machte hier 1866 Station und beschrieb N’Guigmi als offenen, aus oben zugespitzten Rohrhütten bestehenden Ort mit rund 1500 Einwohnern. Am 28. Juni 1870 betrat der deutsche Afrikaforscher Gustav Nachtigal den Ort.

### In der Kolonialzeit
Anfang des 20. Jahrhunderts geriet N’Guigmi zunächst unter britischen Einfluss. Die französische Forschungs- und Militärexpedition Mission Foureau-Lamy zog am 5. Februar 1900 auf dem Weg nach Kousséri durch den Ort.
Französische Truppen besetzten N’Guigmi am 13. April 1903 und richteten 1904 einen Militärposten ein, den sie aber 1905 wieder aufgeben mussten. Auf den britischen Reiseschriftsteller A. Henry Savage Landor macht N’Guigmi im September 1906 den Eindruck einer großen, heruntergekommenen Siedlung aus desolaten Hütten, die von weitläufigen Hirsefeldern umgeben war. Erst am 10. November 1906 erlangte Frankreich die dauerhafte Kontrolle über den Ort. Im Jahr 1911 wurden im Zuge einer Verwaltungsreform, bei der das französische Militärterritorium Niger in sechs Kreise eingeteilt wurde, sowohl N’Guigmi als auch Bilma zu Hauptorten von jeweils nach ihnen benannten Kreisen. Bereits 1912 wurde der Kreis N’Guigmi durch einen Kreis mit Hauptort in Maïné-Soroa ersetzt und der Ort N’Guigmi war nur noch einer von zwei Sektoren des Kreises Maïné-Soroa.
Die Franzosen richteten 1915 die erste Schule im Ort ein. In den 1920er Jahren galt die 1375 Kilometer lange Piste von Niamey nach N’Guigmi als einer der Hauptverkehrswege in der Kolonie Niger. Sie war in der Trockenzeit bis Guidimouni und wieder ab Maïné-Soroa von Automobilen befahrbar.

### Im unabhängigen Niger seit 1960
Die römisch-katholische Pfarre N’Guigmi-Diffa, die zum Bistum Maradi gehört, wurde 1971 gegründet. In den 1980er Jahren zogen Araber aus dem Tschad mit ihren Viehherden in das Gebiet um N’Guigmi, was zu Konflikten bei der Nutzung der Weideflächen und Brunnen führte. Die Rallye Dakar führte in den Jahren 1990 und 1992 über N’Guigmi. In den 1990er Jahren kam es zu bewaffneten Aufständen der Tubu, die sich insbesondere angesichts der schlechten Versorgungslage von der Regierung in Niamey vernachlässigt fühlten. Die Tubu organisierten sich in der paramilitärischen Organisation Front démocratique pour le renouveau. Außerdem gab es interne Konflikte zwischen verschiedenen Tubu-Clans sowie zwischen Tubu und Fulbe, denen von den Tubu der als ehrenvoll geltende Besitz von Kamelen untersagt wurde.
N’Guigmi war neben Mayahi die zweite Stadt in Niger, in der der Kapitalentwicklungsfonds der Vereinten Nationen ab Ende 2000 ein Projekt zur Schaffung einer dezentralen lokalen Verwaltung durchführte. Das Projekt umfasste unter anderem informelle „Schattenregierungen“ und die Überwachung informeller Wahlen, um den Aufbau funktionierender offizieller kommunaler Gremien vorzubereiten.
Während des Konflikts mit der Nigeria stammenden dschihadistischen  Terrorgruppe Boko Haram ordneten die nigrischen Behörden Anfang Mai 2015 die Evakuierung der Tschadsee-Inseln an. Etwa 25.700 Menschen zogen von den Inseln auf das Festland in N’Guigmi und in der Nachbargemeinde Bosso. Ende 2016 lebten in der Gemeinde N’Guigmi 12.397 Kinder und Jugendliche im Alter von 4 bis 19 Jahren, die Flüchtlinge, Rückkehrer oder Binnenvertriebene waren. In der gesamten Region Diffa waren im Januar 2021 vom UNHCR knapp 270.000 von Zwangsmigration betroffene Personen erfasst. Davon waren 47 % Flüchtlinge und 39 % Binnenvertriebene. Bei 78 % handelte es sich um Frauen und Kinder. In der Gemeinde N’Guigmi lebten dabei 33.446 dieser Menschen, davon 18.317 im urbanen Gemeindegebiet. Bei Zusammenstößen mit dem Militär wurden am 1. Mai 2024 bei N’Guigmi drei Dschihadisten getötet.

## Bevölkerung
Bei der Volkszählung 2012 hatte die Stadtgemeinde 47.198 Einwohner, die in 8.141 Haushalten lebten. Bei der Volkszählung 2001 betrug die Einwohnerzahl 30.084 in 6.055 Haushalten.
Im Stadtgebiet ohne den ländlichen Siedlungen lebten bei der Volkszählung 2012 23.670 Einwohner in 4.108 Haushalten, bei der Volkszählung 2001 15.922 in 3.030 Haushalten und bei der Volkszählung 1988 9.523 in 2.263 Haushalten. Bei der Volkszählung 1977 waren es 8.267 Einwohner.
In ethnischer Hinsicht ist die Gemeinde ein Siedlungsgebiet von Sugurti, Buduma, Kanembu und Mober.

## Politik und Justiz
Der Gemeinderat (conseil municipal) hat 15 Mitglieder. Mit den Kommunalwahlen 2020 sind die Sitze im Gemeinderat wie folgt verteilt: 6 MPN-Kiishin Kassa, 3 MODEN-FA Lumana Africa, 3 MPR-Jamhuriya, 2 PJP-Génération Doubara und 1 LRD Jimiri.
Jeweils ein traditioneller Ortsvorsteher (chef traditionnel) steht an der Spitze von 43 Dörfern im ländlichen Gemeindegebiet.
Die Stadt ist der Sitz eines Tribunal d’Instance, eines der landesweit 30 Zivilgerichte, die unterhalb der zehn Zivilgerichte der ersten Instanz (Tribunal de Grande Instance) stehen. Die Haftanstalt N’Guigmi hat eine Aufnahmekapazität von 300 Insassen.

## Kultur und Sehenswürdigkeiten
Die Maison de la Culture ist ein Kulturzentrum in N’Guigmi, das 1999 neu ausgestattet wurde. Die Künstlertruppe Abba Karia ist für ihre Beherrschung des Holzblasinstruments Algaita bekannt.
N’Guigmi ist ein Schauplatz des 1903 erschienenen Abenteuerromans A travers le Sahara. Aventures merveilleuses de Marius Mercurin von G. Demage und des 1974 veröffentlichten Liebesromans L’Atlantide du Nord von Stéphane Desombre. Die Kolonialzeit Ende der 1920er Jahre in der Stadt bildet den Hintergrund des autobiografischen Romans Les Talakas von René Persyn aus dem Jahr 1978 und der Erinnerungen des Tubu-Forschers Jean Chapelle, die 1987 posthum unter dem Titel Souvenirs du Sahel erschienen.

## Wirtschaft und Infrastruktur

### Wirtschaft

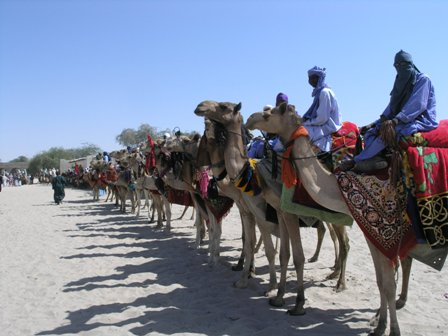
Kamelreiter in N'Guigmi (2009)

Der Norden der Gemeinde liegt in einem Gebiet, in dem Agropastoralismus vorherrschend ist, während im Süden die Zone des Regenfeldbaus beginnt. Zum in der Stadt praktizierten Handwerk zählen das Gerben, das Korbmachen, das Töpfern, das Schmieden und das Tischlern.
N’Guigmi ist ein wichtiges Handelszentrum insbesondere für den Transsaharahandel, der allerdings durch die schlechte Sicherheitslage seit den Tubu-Aufständen in den 1990er Jahren beeinträchtigt wurde. Die Straße zwischen N’Guigmi und Diffa sowie die Grenzregion zwischen Niger und Tschad sind häufige Schauplätze von Raubüberfällen durch Wegelagerer. In der Stadt findet jeden Sonntag ein großer Kamelmarkt statt, der vor allem von Tuareg, Tubu und Arabern besucht wird. Märkte im ländlichen Gemeindegebiet gibt es in den Dörfern Bilabrin und Doro Léléwa.

### Gesundheit und Bildung
Im Stadtzentrum gibt es ein Distriktkrankenhaus, ein über ein eigenes Labor und eine Entbindungsstation verfügendes Gesundheitszentrum des Typs Centre de Santé Intégré (CSI) und eine Sanitätsstation der Streitkräfte Nigers. Weitere Gesundheitszentren des Typs CSI, jedoch jeweils ohne eigenes Labor und Entbindungsstation, sind in den ländlichen Siedlungen Ari Koukouri, Bilabrin und N’Galéwa vorhanden.
Der CEG N’Guigmi und der CEG FA N’Gugimi sind allgemein bildende Schulen der Sekundarstufe des Typs Collège d’Enseignement Général (CEG). Der CEG FA N’Gugimi hat einen Schwerpunkt auf die arabische zusätzlich zur französischen Sprache. Beim Collège d’Enseignement Technique de N’Guigmi (CET N’Guigmi) handelt es sich um eine technische Fachschule. Das 2004 in N’Guigmi gegründete Centre pour la Promotion Féminine widmet sich der Bildung und insbesondere der Alphabetisierung von Frauen. In der Stadt gibt es einen lokalen Bürgerhörfunk (radio communautaire).

### Verkehr

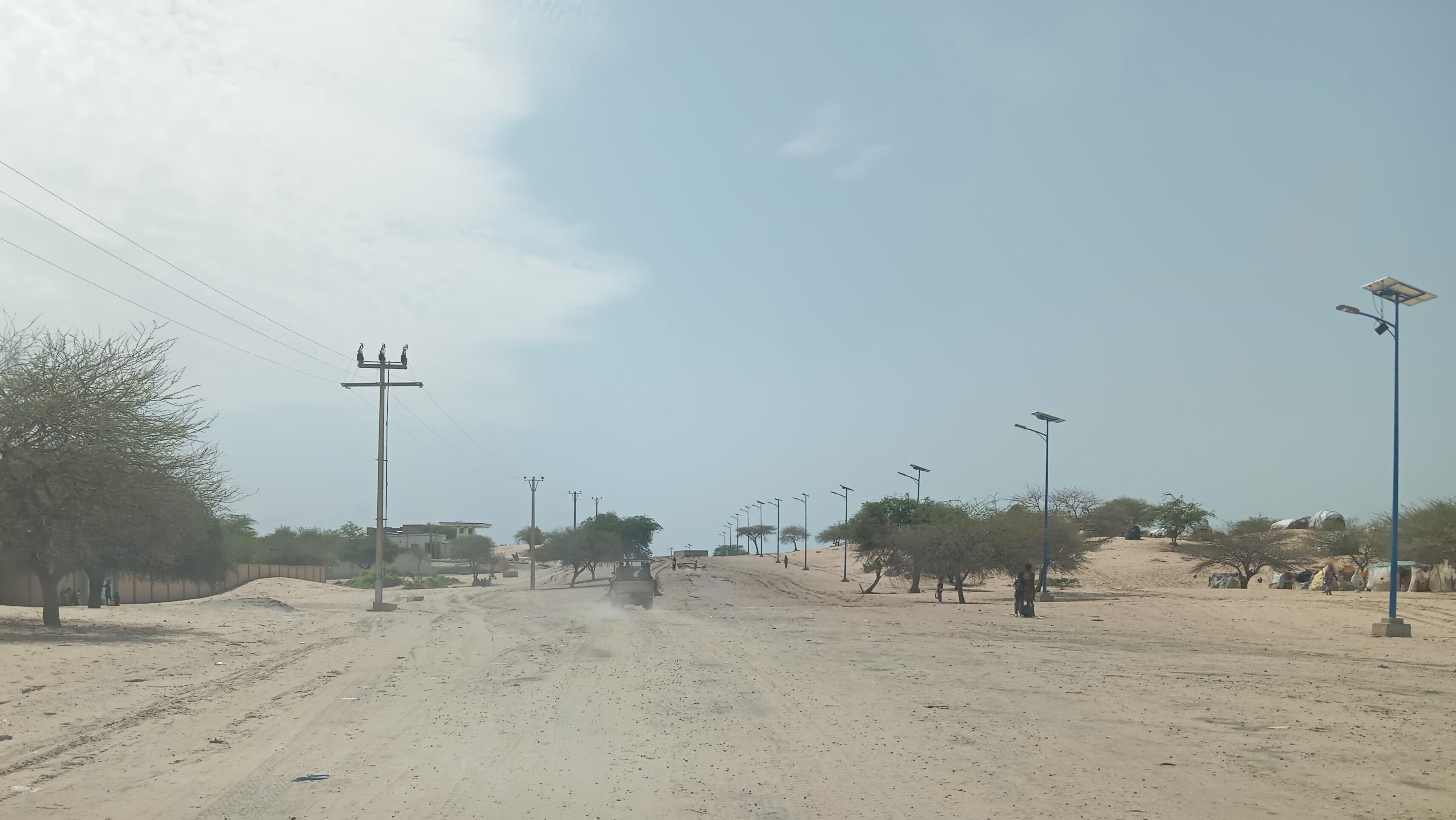
Nationalstraße 1 in N’Guigmi (2024)

Die Nationalstraße 1, die längste Fernstraße Nigers, verläuft durch N’Guigmi. Westlich des Stadtzentrums ist sie asphaltiert, während es sich beim kurzen Abschnitt östlich des Stadtzentrums bis zur Staatsgrenze mit dem Tschad um eine einfache Piste handelt. Im Stadtzentrum zweigen drei weitere einfache Pisten ab: Die 320 Kilometer lange Route 209 führt zum Termit-Massiv, die 240 Kilometer lange Route 210 zum Departementshauptort N’Gourti und die 90 Kilometer lange Route 211 zum Departementshauptort Bosso.

## Persönlichkeiten
- Mohamed Bazoum (* 1960), Politiker, Staatspräsident Nigers
- Abdou Labo (* 1950), Politiker
- Boulama Manga (1940–2019), Offizier und Politiker
- Moussa Saley (* 1943), Agronom und Politiker